# Víctor II
Víctor II (nascut Gebard, comte de Dollnstein-Hirschberg) (Baviera, ? – Arezzo, 28 de juny de 1057) va ser Papa de l'Església Catòlica del 1055 al 1057.
Fill d'un baró de Suàbia, el comte Hartwing de Calw, i parent de l'emperador Enric III, va ser nomenat bisbe d'Eichstätt el 1042, als 24 anys, gràcies a la influència del seu oncle, el bisbe Gerard de Ratisbona. Des de la seva posició va recolzar les polítiques i interessos de l'emperador Enric, del qual va esdevenir un dels principals assessors. Enric III li va obsequiar el ducat de Spoleto i la marca de Fermo.
El setembre de 1054, a Magúncia, va ser nomenat papa per Enric III i una delegació romana encapçalada per Hildebrant (futur papa Gregori VII). Va ser consagrat a la catedral de Sant Pere, i el seu pontificat s'emmarca en la reforma gregoriana.
Va ser més aviat un papa polític que reformador de l'Església. Tot i això, va afavorir la reforma benedictina de Joan Gualbert a Vallombrosa. Poc després, en un enèsim conflicte amb el seu net, el comte de Barcelona Ramon Berenguer I, Ermessenda de Carcassona va aconseguir que Víctor II, excomuniqués Ramon i la seva tercera dona, Almodis de la Marca, que ja tenia fills de dos matrimonis precedents.
Al juny de 1055, Víctor II es trobà amb l'emperador a Florència, on va celebrar un concili que va reforçar la condemna de Lleó IX del matrimoni dels sacerdots, la simonia i la pèrdua dels béns de l'Església. Va excomuniar l'arquebisbe de Narbona per raó de simonia.
El 1056 va viatjar cap a Alemanya per sol·licitar la protecció imperial davant dels normands. Durant laquest viatge Enric III va morir, deixant en el tron el seu fill de sis anys Enric IV i com a regent la seva vídua l'emperadriu Agnès de Poitou.
Victor II va morir poc després a Arezzo, el 28 de juny de 1057, a causa de la malària. Fou enterrat a la ciutat de Ravenna.